# Dipartimento di Aboisso
Il dipartimento di Aboisso è un dipartimento della Costa d'Avorio. È situato nella regione di Sud-Comoé, distretto di Comoé.
Nel censimento del 2014 è stata rilevata una popolazione di 307.852 abitanti.
Il dipartimento è suddiviso nelle sottoprefetture di Aboisso, Adaou, Adjouan, Ayamé, Bianouan, Kouakro, Maféré e Yaou.